# Anna und der König
Anna und der König ist ein US-amerikanischer Film aus dem Jahr 1999. Der Regisseur war Andy Tennant, die Hauptrollen spielten Jodie Foster und Chow Yun-Fat. Das Drehbuch schrieb Steve Meerson anhand der Erinnerungen der Anna Leonowens.

## Handlung
Der Film erzählt die Geschichte der englischen Lehrerin Anna Leonowens (1831–1915), die im Jahr 1862 zusammen mit ihrem Sohn Luis und zwei indischen Bediensteten nach Siam reist, um die insgesamt 58 Kinder des siamesischen Königs Mongkut (Rama IV.) in der englischen Sprache und westlicher Bildung zu unterrichten. Leonowens reist als Witwe an, ihr Ehemann Tom, ein britischer Offizier, ist knapp zwei Jahre zuvor zu Tode gekommen.
Mit Enttäuschung muss Leonowens feststellen, dass ihr auch nach einem dreiwöchigen Aufenthalt keine Audienz vor dem König gewährt wird, um sie in ihre zukünftige Aufgabe einzuweisen. Ihre erste Begegnung mit dem König verläuft alles andere als freundlich. Leonowens zeigt sich widerwillig, als sie während einer Audienz zurückgeschickt werden soll, ohne ein Wort mit dem König gewechselt zu haben. Sie bricht mit der siamesischen Etikette und spricht den König an, ohne vor ihm zu knien oder ihren Blick von seinem Angesicht zu wenden. Der König zeigt sich erbost, doch gleichermaßen beeindruckt von Leonowens mutigem Einsatz.
König Mongkut gewährt Leonowens’ Wunsch, eine Bleibe außerhalb des Palastes einzurichten. Sie beginnt, sowohl alle 58 Kinder als auch des Königs 23 Ehefrauen und 42 Konkubinen zu unterrichten. Immer wieder entfachen die Weltanschauungen der Lehrerin und des Königs neue Streitereien, und Leonowens wagt es hin und wieder, den König aktiv zu beeinflussen. Demgegenüber allerdings lernt die Lehrerin auch die kulturellen Hintergründe des Landes verstehen und lieben.
Von den militärischen Aktivitäten außerhalb der Palastmauern hingegen bekommt Leonowens nichts mit. Eine gegnerische Armee möchte den Thron des Königs beanspruchen und macht bereits durch zahlreiche Morde unter der Bevölkerung auf sich aufmerksam.
Während ihrer Tätigkeit als Lehrerin wird eine neue junge Konkubine in den Harem des Königs gebracht. Die junge Tuptim fühlt sich geehrt, aber gleichzeitig ist sie sehr verletzt, da sie ihr Herz bereits einem anderen Mann geschenkt hat. Die Beziehung bleibt nur spärlich durch Briefe und Botschaften erhalten. Doch als ihr geliebter Balat ihr die Nachricht übermittelt, er werde von nun an als Mönch im buddhistischen Kloster leben, weil er ihren Verlust nicht überwinden könne, beschließt Tuptim kurzerhand, ihm zu folgen. Die Flucht bleibt nicht lange unentdeckt. Einen kurzen Moment, nachdem Tuptim Anna Leonowens aufgesucht hat, um den König um Entschuldigung zu bitten, wird sie gefasst und zusammen mit ihrem Geliebten vor Gericht gebracht. Blutig geprügelt und misshandelt werden beide vorgeführt. Leonowens stellt sich gegen die vom Gericht ausgesprochene Todesstrafe und droht damit, beim König zu intervenieren. Weil Leonowens die Autorität des Königs in der Öffentlichkeit untergraben hat, sieht sich der König gezwungen, die Hinrichtung des Paares geschehen zu lassen.
Vom König enttäuscht, beschließt Leonowens abzureisen. Nur kurz vor der Abfahrt schafft es der Premierminister des Königs, die Lehrerin abzuhalten. Der König brauche ihre Unterstützung, denn es drohe ein Putsch. Der König sei bereits mit seinen Kindern (welche allesamt einen Anspruch auf den Thron besitzen) auf der Flucht, unter einem Vorwand, um zum einen die Bevölkerung zu beschwichtigen und andererseits die Gegner zu verwirren. Anna folgt dem König auf dem Weg in das Kloster, in dem er viele Jahre gelebt hat. Doch bereits auf dem Weg dorthin wird er von der gegnerischen Armee eingeholt. Es scheint unmöglich, dass ein Mann, eine Frau und 58 Kinder sich gegen eine Armee stellen könnten. Doch letztendlich schafft es die Familie, zusammen mit den wenigen Wächtern des Königs, die Armee mit ein paar Feuerwerkskörpern, Rauchschwaden und einer Fanfare in die Flucht zu schlagen.
Am Ende des Films bittet der König Anna um einen letzten Tanz, der abschließend die enge Beziehung, die zwischen den beiden entstanden ist, widerspiegelt. Beobachtet werden sie dabei vom ältesten Sohn des Königs, Prinz Chulalongkorn, der zugleich die Rolle des Erzählers innehat. Er schildert, dass dies das letzte Mal gewesen sei, dass sein Vater die Frau, die er liebte, in Armen gehalten hat. Der darauffolgende Epilog bezieht sich auf die weitere Geschichte von Siam, das sich dank seines Herrschers zu einem vorbildlichen Rechtsstaat entwickelte.

## Kritiken
Kenneth Turan bezeichnete den Film in der Los Angeles Times vom 17. Dezember 1999 als „flach“ und „enttäuschend“. Der Film bleibe auf dem halben Weg zwischen der historischen Darstellung und der Modernität. Turan lobte das Produktionsdesign, die Kostüme und die Kameraarbeit. Die Darstellung von Jodie Foster sei durch die negativen Eigenschaften der von Foster gespielten zunächst sehr chauvinistischen Figur belastet.

„Ein exotisches Kinomärchen mit großem Ausstattungspomp und von altmodischem Zuschnitt, woran auch der aufgesetzte Emanzipationskonflikt nichts ändert.“

## Auszeichnungen
Der Film wurde im Jahr 2000 in zwei Kategorien für den Oscar nominiert: „Bestes Szenenbild“ und Bestes Kostümdesign. Er wurde 2000 für die Filmmusik und für den Song „How Can I Not Love You“ für den Golden Globe Award nominiert.
Der Film wurde 2000 für das Produktionsdesign, für die Kostüme und für die Kameraarbeit für den Golden Satellite Award nominiert. Keith Chin und der Film als „Bestes Drama“ wurden 2000 für den Young Artist Award nominiert.
Die Deutsche Film- und Medienbewertung FBW in Wiesbaden verlieh dem Film das Prädikat wertvoll.

## Entstehungsgeschichte
Im Jahr 1944 schrieb Margaret Landon anhand der Erinnerungen von Anna Leonowens das Buch „Anna and the King of Siam“. Es wurde bereits im Jahr 1946 von John Cromwell verfilmt.
Im Jahr 1951 schrieben Oscar Hammerstein und Richard Rodgers anhand der Erinnerungen der Lehrerin das Musical „The King and I“. Dieses Stück wurde im Jahr 1956 mit Yul Brynner und Deborah Kerr unter dem Titel Der König und ich verfilmt.
Der romantische Handlungsstrang hat in Thailand für zahlreiche Kontroversen gesorgt, da er als nicht historisch erachtet wurde. Der Produktionsfirma 20th Century Fox wurden Filmaufnahmen in Thailand nicht gestattet, der Film musste in Malaysia gedreht werden. Die Filmbauten galten als die größten seit dem Film Cleopatra. Die Produktionskosten betrugen schätzungsweise 92 Millionen US-Dollar.
Wie auch dieser Film haben sämtliche anderen Produktionen in Bezug auf Anna Leonowens harsche Kritik von historischen Experten eingefahren. Immer wieder wurden die historischen Fakten massiv verändert. Grundsätzlich sind die romantischen Züge in dem Film Anna und der König frei erfunden.

## Trivia
Aufgrund des Majestätsbeleidigungsgesetzes in Thailand durfte der Film hier weder gedreht noch veröffentlicht werden.